# Andrew Gregg Curtin

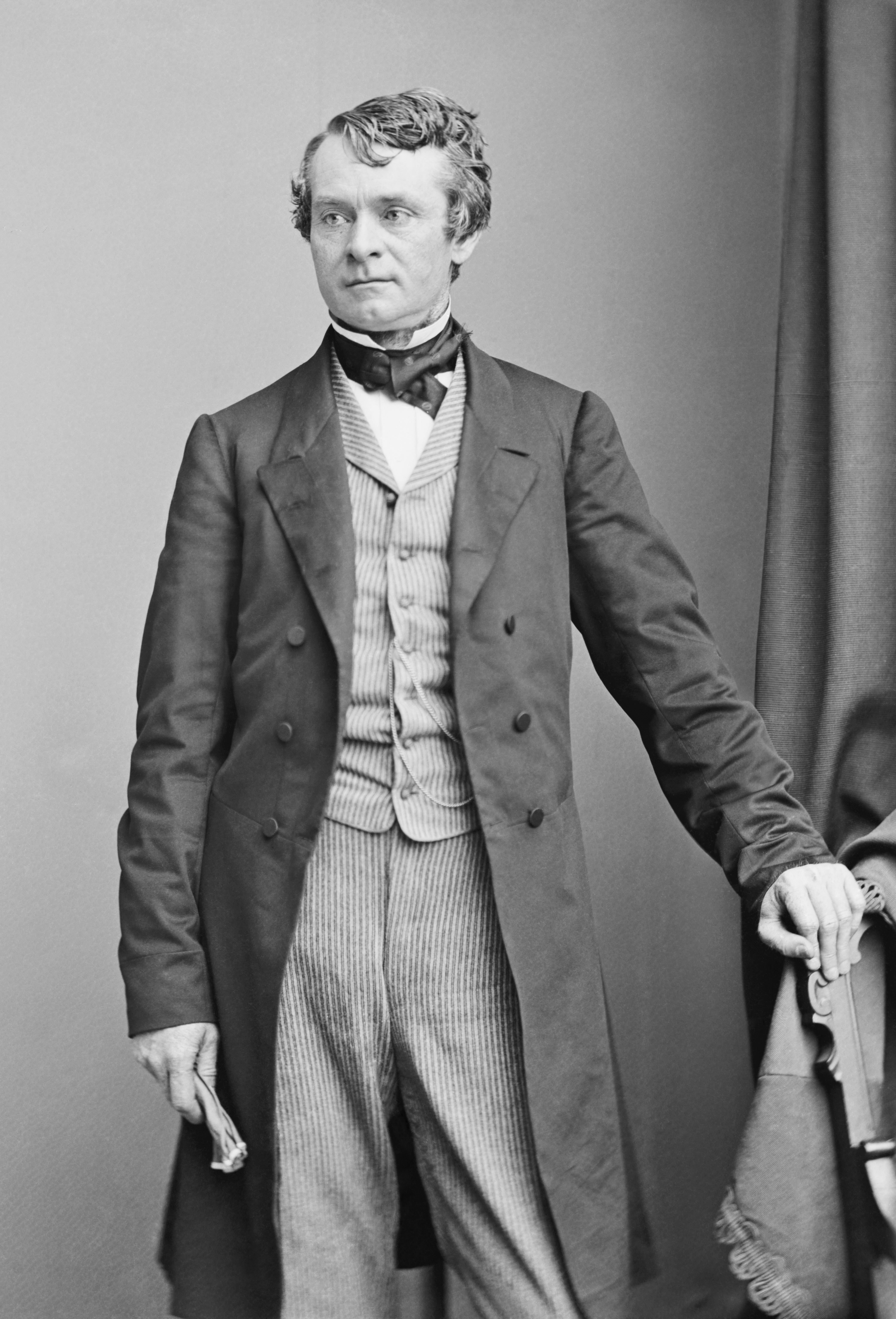
Andrew Gregg Curtin

Andrew Gregg Curtin (* 22. April 1817 in Bellefonte, Centre County, Pennsylvania; † 7. Oktober 1894 ebenda) war ein US-amerikanischer Politiker und von 1861 bis 1867 der 15. Gouverneur des Bundesstaates Pennsylvania.

## Frühe Jahre und politischer Aufstieg
Andrew Curtin, Enkel von US-Senator Andrew Gregg, besuchte die Grundschule in Milton und danach bis 1837 das Dickinson College. Nach einem anschließenden Jurastudium wurde er 1839 als Rechtsanwalt zugelassen. Danach arbeitete er in seinem neuen Beruf in einer Gemeinschaftspraxis in Bellefonte.
Curtin war zu Beginn seiner politischen Laufbahn Mitglied der Whigs, für die er bei der Präsidentschaftswahl von 1848 dem Electoral College angehörte. Über die Peoples Party gelangte er schließlich im Jahr 1860 zur Republikanischen Partei. Unter Gouverneur James Pollock wurde Curtin 1855 Secretary of the Commonwealth von Pennsylvania und Schulminister. Im Jahr 1860 wurde er, nach einigen Auseinandersetzungen mit Simon Cameron und dessen Anhängern, als Kandidat der Republikanischen Partei zum neuen Gouverneur seines Staates gewählt.

## Gouverneur von Pennsylvania
Andrew Curtin trat sein neues Amt am 15. Januar 1861 an. Nach einer Wiederwahl im Jahr 1864 konnte er bis zum 15. Januar 1867 im Amt bleiben. Der größte Teil seiner Amtszeit war von den Ereignissen des Bürgerkrieges überschattet, der im April 1861 ausbrach. Unter Gouverneur Curtin überbot Pennsylvania das von der Bundesregierung angeforderte Truppenkontingent. Die überzähligen Truppen wurden dann nach der Niederlage bei Bull Run zur Verteidigung von Washington, D.C. abgestellt. In Pennsylvania musste, wie in allen Staaten der Union, die Industrieproduktion auf den Rüstungsbedarf umgestellt werden. Curtin unterstützte Präsident Abraham Lincoln nicht nur mit Truppen, sondern er machte auch alle Anstrengungen, um die Sklavenemanzipationsakte in Pennsylvania zu verteidigen.
Im Jahr 1863 kam der Krieg nach Pennsylvania. Dort kam es in den ersten Juli-Tagen zur blutigen Schlacht von Gettysburg. Der Sieg der Unionstruppen in dieser Schlacht, zusammen mit dem gleichzeitigen Fall der konföderierten Festung Vicksburg im Staat Mississippi markierten die Kriegswende zu Gunsten des Nordens. Gouverneur Curtin war auch die treibende Kraft hinter dem Plan zur Errichtung eines Friedhofs auf dem Schlachtfeld von Gettysburg. Er bat seinen Freund Lincoln um dessen Teilnahme bei der Einweihung am 19. November 1863. Dieser sagte zu und hielt an diesem Tag seine berühmte Gettysburg-Rede.
Während seiner ersten Amtszeit erlitt Curtin einige stressbedingte Zusammenbrüche, so dass er zeitweise vertreten werden musste. In seiner zweiten Amtszeit musste auch in Pennsylvania die Wirtschaftsproduktion auf den zivilen Bedarf umgestellt werden. Die heimkehrenden Soldaten mussten wieder in die Gesellschaft eingegliedert werden und die Invaliden mussten versorgt werden. Der Gouverneur ließ für die Waisenkinder Schulen erbauen. Durch die Abschaffung einer Transportsteuer konnte die Eisenbahn Pennsylvanias das größte Transportunternehmen der Vereinigten Staaten in jener Zeit werden.

## Weiterer Lebenslauf
Nach dem Ende seiner Gouverneurszeit blieb Curtin politisch aktiv. Nach einer erfolglosen Kandidatur für den US-Senat wurde er von Präsident Ulysses S. Grant zum amerikanischen Botschafter in Russland ernannt. Diesen Posten hatte er zwischen 1869 und 1872 inne. Wegen seiner Unzufriedenheit mit der Korruption der Grant Regierung gab er seinen Posten auf und trat der Demokratischen Partei bei. Zwischen 1881 und 1887 war er für seine neue Partei Abgeordneter im US-Repräsentantenhaus. Dort war er in mehreren Ausschüssen vertreten. Andrew Curtin starb im Oktober 1894. Er war mit Catherine Irvine Wilson verheiratet, mit der er sieben Kinder hatte.